# Doriprismatica atromarginata

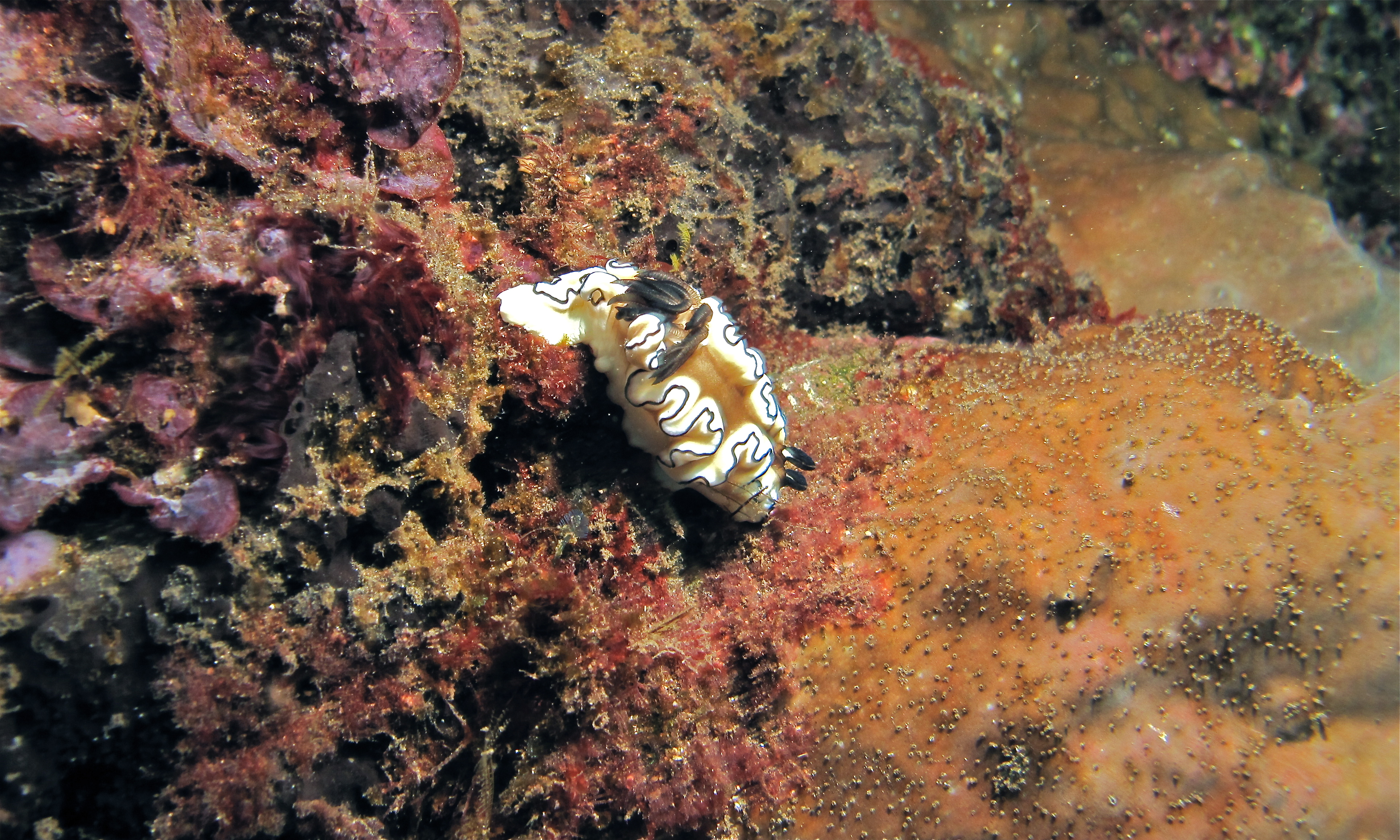
Doris à rebord noir (Sulawesi, Indonésie)

Doriprismatica atromarginata · Doris à rebord noir
Espèce
Doriprismatica atromarginata, communément nommé Doris à rebord noir ou Doris à bords noirs, est une espèce de mollusques nudibranche de la famille Chromodorididae.

## Distribution
Le Doris à rebord noir se rencontre principalement dans la zone tropicale et subtropicale Indo-Pacifique.

## Habitat
Son habitat correspond à la zone récifale externe, sur les pentes et les plateaux jusqu'à la zone des 30 m de profondeur.

## Description
Cette espèce peut mesurer plus de 6 cm.
Le corps est allongé, la jupe du manteau est réduite donnant une impression d'épaisseur et d'étroitesse au corps de l'animal.
Le bord de la jupe est très ondulé et marqué d'un trait noir périphérique continu.
La couleur de fond de l'animal est crème avec une intensité variable de la teinte d'un individu à l'autre.
La face dorsale entre les rhinophores et le bouquet branchial peut être plus foncée dans une teinte brune.
Les rhinophores et le bouquet branchial sont rétractiles, de couleur noir à marron avec la base blanche.

## Éthologie
Le Doris à rebord noir est benthique et diurne, se déplace à vue sans crainte d'être pris pour une proie de par la présence de glandes défensives réparties dans les tissus du corps.

## Alimentation
Doriprismatica atromarginata se nourrit principalement d'éponges sans spicules,.

## Taxonomie
Doriprismatica atromarginata a été nommée et décrite par le zoologiste français Georges Cuvier en 1804 sous le protonyme Doris atromarginata et transférée dans le genre Doriprismatica par le naturaliste français Alcide Dessalines d'Orbigny en 1839.

### Publication originale
- Cuvier, G. 1804. Mémoire sur le genre Doris. Annales du Muséum d'histoire naturelle, 4: 447-473. (BHL - Doris atro-marginata p. 473)

### Synonymes taxonomiques
- Chromodoris tritos Yonow, 1994
- Casella atromarginata Cuvier, 1804
- Casella maccarthyi Kelaart, 1859
- Casella philippinensis Bergh, 1874
- Doris atromarginata Cuvier, 1804 nom originel
- Doris maccarthyi Kelaart, 1859
- Glossodoris atromarginata Cuvier, 1804
- Glossodoris maccarthyi Kelaart, 1858
- Goniodoris atromarginata Cuvier, 1804